# Паровоз Пт4
Паровоз Пт4 — узкоколейный паровоз типа 0-4-0, поставлявшийся по репарациям в послевоенное время в СССР из Финляндии. После окончания Великой Отечественной войны потребность в промышленных паровозах значительно возросла. Возникла серьёзная необходимость в обновлении паровозного парка. В связи с этим, по заказу СССР на паровозостроительных заводах Финляндии, Венгрии, Польши и Чехословакии началось строительство стандартных паровозов типа 0-4-0 с трёхосным тендером колеи 750 мм с нагрузкой на ось 4 тонны. Проектирование и строительство указанных паровозов велось по чертежам серии П24 Коломенского завода довоенной постройки.
С 1946 по 1952 года в Финляндии было построено 564 паровоза серии Пт4 для промышленных узкоколеек СССР. Строительство паровозов велось на трёх заводах города Тампере: заводом Locomo производились котлы, заводом Valmet обеспечивалось изготовление тендеров и будок, заводом Tampella выпускались остальные детали. Сборка паровозов серии Пт4 велась заводами Locomo и Tampella.

## Конструкция
Паровой котел выполнен с комбинированным соединением швов. Все швы топки, цилиндрической части и дымовой коробки сварные. Топка с цилиндрической частью соединена двухрядным заклепочным швом, листы топки с топочной рамой — однорядным заклепочным швом. Топка котла радиального типа: потолок кожуха цилиндрический, а потолок огневой коробки очерчен радиусом 1750 мм. На середине потолка огневой коробки установлена одна легкоплавкая пробка. Соединение огневой коробки с кожухом топки осуществляется с помощью 297 жестких и 24 подвижных связей, 82 жестких и 20 подвижных анкерных болтов, поперечные тяжи и лапчатые тяжи отсутствуют.
Цилиндрическая часть выполнена из одного барабана. огневая коробка изготовлена из топочной стали марки Ст.3Т, а кожух топки, цилиндрическая часть, сухопарник и передняя решетка — из котельной стали Ст.3К.
Дымовытяжной аппарат имеет конус со сменными насадками постоянного сечения диаметром 60, 65, 70 и 75 мм. Паровозы оборудованы дымовыми трубами двух типов: на первых 35 паровозах установлены трубы с турбинным искроуловителем, на всех последующих — простые конические стальные трубы с сетчатым искроуловителем.
Вместо пробковых кранов, применяемых на паровозах типа 159, для продувки котла поставлены спускные краны с заслонками, имеющими выходное отверстие диаметром 45 мм.
Паровая машина имеет основные размеры, аналогичные размерам паровой машины паровоза типа 159. поршень состоит из диска и штока, изготовленных штамповкой из одного куска стали марки Ст.5. Все дышловые подшипники выполнены в виде плавающих втулок. Паровоз для электроосвещения оборудован турбогенератором мощность 0,5 кВт, напряжением 24 В.
Рама внутренняя, листовая, сварная, состоит из двух продольных листов толщиною 14 мм. Листы рамы соединены впереди буферным брусом, а сзади — стяжным ящиком, на котором смонтировано жесткое радиально-буферное сцепление, состоящее из буферной подушки с внешней поверхностью, описанной по цилиндру, и из центральной упряжной тяги.
Аналогичный буфер имеется на раме тендера, но между буферной подушкой и стяжным ящиком помещен клин, которым можно регулировать положение буферной подушки. Ударно-упряжной прибор паровоза и тендера однобуферной конструкции, аналогичной приборам паровоза 159.
Буксовые челюсти сварные, в рабочих частях имеют накладки из стали марки Ст.2, прикрепленные пятью коническими болтами. Поверхности накладки, обращенные к буксе, цементированы, закалены и отшлифованы. буксовые клинья изготовлены из стали марки Ст.2 с поверхностной цементацией, закалкой и последующей шлифовкой, а буксовые наличники и подшипники — из бронзы марки Бр. ОС-5-25. Наличники крепятся к корпусу буксы шестью винтами с потайными головками. Буксовые подшипники изготовляются из бронзы Бр. ОС-5-25 с заливкой баббитом и запрессовываются в корпус буксы давлением 7-12 т. С наружного торца подшипник имеет буртик с развитой торцевой поверхностью, которая воспринимает боковые удары колесной пары.
Колесные пары по своему устройству несколько отличаются от колесных пар паровоза типа 159. Ось колесной пары не имеет буртиков, осевой разбег ограничивается торцевой поверхностью ступицы колесного центра, которая при боковом смещении упирается в буртик буксового подшипника. Колесный центр дисковый, имеет уширенный обод для более надежной посадки бандажа, который надевается на колесный центр в горячем виде и удерживается только за счет силы трения.
Песочница расположена рядом с сухопарником и закрыта одним общим кожухом. Песочные трубы подведены под колеса второй колесной пары спереди и третьей колесной пары сзади.
Паровоз оборудован прямодействующим паровым тормозом с приводом на все оси, а тендер — ручным тормозом, также действующим на все оси. Тендер оборудован буксами с роликовыми подшипниками. Для наполнения тендера водой из временных водоемов паровоз снабжается эжектором типа «Кертинг» № 5 с комплектом рукавов.

## Паровозы Кф4
Кроме паровозов Пт4, Финляндией поставлялись в СССР точно такие же локомотивы, но с обозначением Кф4. Иная серия была дана паровозам только для того, чтобы подчеркнуть, что они закуплены, а не поставлены, как Пт4, в счёт репараций. СССР закупил 20 паровозов Кф4.

## Сохранившиеся паровозы

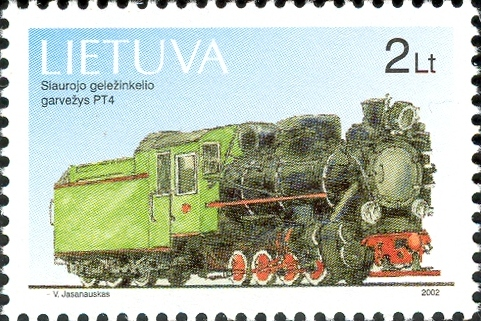
Паровоз П_{т}4 на марке Литвы 2002 года

- Тендер от Пт-4-114 используется с паровозом Кч4-332 в Эстонии. Судьба паровоза Пт-4-114 неизвестна, скорее всего распилен на металлолом[2].
- Пт-4-123 стоит на территории депо Чита-1[3]. На его борту указан номер «19-79», вероятно это заводской номер паровоза[4].
- Пт-4-153 — установлен, как памятник на станции Шяуляй (Литва)[5][6].
- Пт-4-274 — установлен, как памятник в Выгоде (Ивано-Франковская область, Украина), ранее работал на Выгодской УЖД[7].
- Пт-4-524 — установлен, как памятник в городе Оха в 1988 году на разобранной линии УЖД Оха — Ноглики. По состоянию на 19 декабря 2014 года паровоз-памятник признан памятником истории муниципального значения[8].